# Planetina
Los planetinos (Planetina) son una tribu de coleópteros adéfagos  perteneciente a la familia Carabidae. 

## Géneros
Tiene los siguientes géneros:
- Planetes[1]